# 17651 Tajimi
17651 Tajimi este un asteroid din centura principală de asteroizi.

## Descriere
17651 Tajimi este un asteroid din centura principală de asteroizi. A fost descoperit pe 3 noiembrie 1996 la Tajimi de T. Mizuno și Takeshi Furuta. Asteroidul prezintă o orbită caracterizată de o semiaxă mare de 2,45 ua, o excentricitate de 0,10 și o înclinație de 7,1° în raport cu ecliptica.